# سليمان بن بلال
سليمان بن بلال الإمام المفتي الحافظ أبو محمد القرشي التيمي، أحد رواة الحديث النبوي، مولاهم المدني، كنيته أبو أيوب، مولى  عبد الله بن أبي عتيق، محمد بن عبد الرحمن بن أبي بكر الصديق. ويقال: مولى القاسم بن محمد.

## روايته للحديث النبوي
- روى عن: عبد الله بن دينار، وزيد بن أسلم، وربيعة الرأي، وسهيل بن أبي صالح، وأبي طوالة، وهشام بن عروة، وثور بن زيد، وأبي حازم الأعرج، والعلاء بن عبد الرحمن بن يعقوب، ويحيى بن سعيد الأنصاري، وأخيه سعد بن سعيد الأنصاري، وعمارة بن غزية، ومعاوية بن أبي مزرد، وخثيم بن عراك، وشريك بن عبد الله بن أبي نمر، وعبيد الله بن عمر ، ويونس بن يزيد، وأبي وجزة السعدي، وعمرو بن أبي عمرو، ومحمد بن عبد الله بن أبي عتيق، وخلق سواهم، وكان من أوعية العلم.
- روى عنه: ابنه أيوب  شيئًا يسيرًا، وقيل روى عن رجل عن أبيه، وهو عبد الحميد بن أبي أويس، له عنه نسخة، وأبو بكر عبد الحميد بن أبي أويس، وخالد بن مخلد، وأبو وهب، وسعيد بن عفير، وأبو عامر العقدي، ومروان بن محمد الطاطري، وموسى بن داود، ومنصور بن سلمة الخزاعي، ويحيى بن حسان، ويحيى بن صالح الوحاظي، ويحيى بن يحيى، وسعيد بن أبي مريم، والقعنبي، وعبد الله بن المبارك مع تقدمه، ومحمد بن خالد بن عثمة، ولوين، وعبد العزيز بن عبد الله الأويسي، وإسحاق الفروي، وإسماعيل بن أبي أويس، وخلق غيرهم.
- وَثَّقَه أحمد وابن معين والنسائي.

## قيل عنه
- قال أحمد بن حنبل: لا بأس به ثقة. وقال يحيى بن معين: هو أحب إلي من الدراوردي. وقال محمد بن سعد: كان بربريًا جميلًا، حسن الهيئة، عاقلًا، وكان يفتي بالمدينة، وولي خراجها وكان ثقة، كثير الحديث .

- قال محمد بن يحيى الذهلي: ابن أبي عتيق  يقال له: محمد بن عبد الله بن محمد بن عبد الرحمن بن أبي بكر، لم يرو عنه فيما علمت غير سليمان بن بلال. قال لي أيوب بن سليمان: ما علمت أحدا روى عنه بالمدينة  غير أبي.

- قال الذهلي: لولا أن سليمان  قام بحديثه، لذهب حديثه، ولا أعلمه كتب عن سليمان حديث ابن أبي عتيق  هذا، سوى عبد الحميد بن أبي أويس الأعشى، وما ظننت أن عند سليمان بن بلال  من الحديث ما عنده، حتى نظرت في كتاب ابن أبي أويس، فإذا هو قد تبحر حديث المدنيين، وإذا هو قد روى عن  يحيى بن سعيد الأنصاري قطيعًا من حديث الزهري، وعن يونس الأيلي.

- قال أبو زرعة الرازي: سليمان بن بلال أحب إلي من هشام بن سعد.

## وفاته
قال ابن سعد: أنه توفي بالمدينة المنورة سنة 172 هـ.
وروى البخاري عن هارون بن محمد أنه توفي سنة 177 هـ والأول أصح، ولو تأخرت وفاته للقيه قتيبة وطائفة.  

## روابط خارجية
- التعريف به في موسوعة الحديث.